# グラフトン・ストリート
グラフトン・ストリート（愛: Sráid Grafton、英: Grafton Street）はアイルランドのダブリンにある繁華街。

## 概要
グラフトン・ストリートは、ヘンリー・ストリートと同じくダブリン市内中心部にある主要な繁華街のひとつである。南側のセント・スティーブンス・グリーンから北側のカレッジ・グリーンまでの間を通っている。2008年には、グラフトン・ストリートは年間約5,621ユーロ/m²/年で世界第5位、2016年には年間約3,300ユーロ/m²/年で世界第13位の高額な繁華街となった。

## 歴史

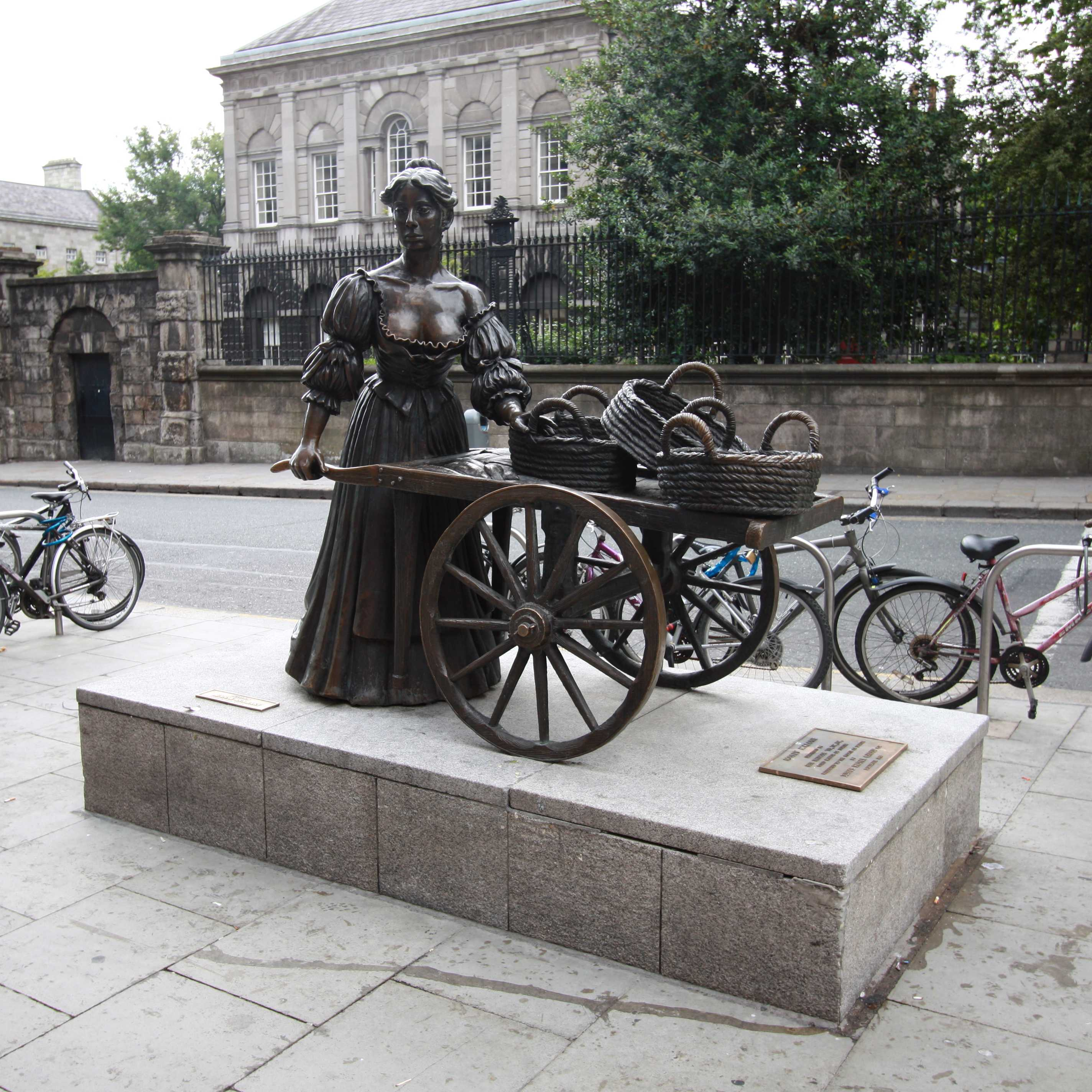
グラフトン・ストリートにあったモリー・マローン

グラフトン・ストリートの通り名は、この地域に土地を所有していたチャールズ2世の隠し子である初代グラフトン公ヘンリー・フィッツロイにちなんで名付けられた。1708年にドーソン家によって当時の道から発展したもので、並行するドーソン通りの名前にちなんで名付けられた。
リフィー川に架かるオコンネル橋（旧カーライル橋）が建設された後、グラフトン・ストリートは住宅街から都市を横断する交通量の多い道へと変化した。
グラフトン・ストリートの北端には、18世紀のダブリン大学トリニティ・カレッジの学長家（Trinity College Provost's House）がある。その向かいには、モリー・マローンの像が置かれていた場所があるが、2014年に路面電車のルアスの拡張工事のため、グラフトン・ストリートから近くのサフォーク・ストリートに永久的に移動された。2005年8月19日、セント・スティーブンス・グリーンの端に近いグラフトン・ストリートのハリー・ストリートにフィル・ライノットの等身大ブロンズ像が公開された。
グラフトン・ストリートにあるビューリーズ・カフェは、1927年に開店した。
ミュージシャン、詩人、パントマイムなどの大道芸は、グラフトン・ストリートの買い物客に向け、パフォーマンスを行なっている。2006年に公開された映画『ONCE ダブリンの街角で』のオープニングシーンでは、元グラフトン・ストリートの大道芸者である「ザ・フレイムス（The Frames）」のグレン・ハンサーが出演しており、その様子が描かれている。

### 歩行者天国
グラフトン・ストリートの歩行者天国化は1971年に初めて試みられたが、長引く遅延のため、1983年には恒久化されず、1988年には実装された。歩行者天国化は軽犯罪や反社会的行動の増加につながると主張する議員や中小企業のオーナーから反対の声が上がっていた。2020年現在、ナッソー・ストリートとカレッジ・グリーンの間の通りの北端は、歩行者天国ではない。

## 大道芸
グラフトン・ストリートでは、大道芸が通り客に向け行われている。
- パディ・ケイシー（元大道芸者、ミュージシャン）[3]
- マイク・クリストファー（ミュージシャン）[4]
- グレン・ハンサー（元大道芸者、アカデミー賞受賞者、「ザ・フレームス」と「スウェル・シーズン」のリードボーカル）[5]
- キーウェスト（ダブリンを拠点に活動するイギリス・アイルランドのポップロックバンド）[6]
- ダミアン・ライス（元大道芸者、フォークシンガー）[7]
- ロドリーゴ・イ・ガブリエーラ（メキシコ出身の男女アコースティック・ギターデュオ）[8]
- ボノ（U2のリードボーカル、クリスマス・イヴにグラフトン・ストリートでパフォーマンスを行なった）[9]
- アリー・シャーロック（YouTubeシンガー・ソングライター・ギタリスト）[10]

## 大衆文化
- ザ・スクリプトの『Before the Worst』という曲では、歌詞の中でグラフトン・ストリートについて触れている[11]。
- アメリカ合衆国のシンガーソングライター、ナンシー・グリフィスが『On Grafton Street』をレコードした[12]。
- 1970年代のアイルランドのロックバンド、バガテルは『Summer in Dublin』という曲で、グラフトン・ストリートについて言及している[13]。
- 俳優のノエル・パーセルが『Dublin Saunter』でグラフトン・ストリートについて触れている[14]。
- 詩人パトリック・カヴァナの詩『On Raglan Road』でグラフトン・ストリートについての一節がある[15]。
- ダイドはアルバム『Safe Trip Home』に『Grafton Street』という曲を収録している。この曲は、アイルランド人だったダイドの亡き父へのオマージュとなっている。
- グラフトン・ストリートは、ジェイムズ・ジョイスの『ダブリン市民』で何度か言及されており、『若き芸術家の肖像』では、スティーブンとエマの出会いの場所となっている[16]。
- グラフトン・ストリートは、エド・シーランのアルバム『÷』（2017年）に収録されている『ゴールウェイ・ガール』という曲で言及されている[17]。